# Hakenstedt
Hakenstedt is een plaats en voormalige gemeente in de Duitse deelstaat Saksen-Anhalt, en maakt deel uit van de Landkreis Börde.

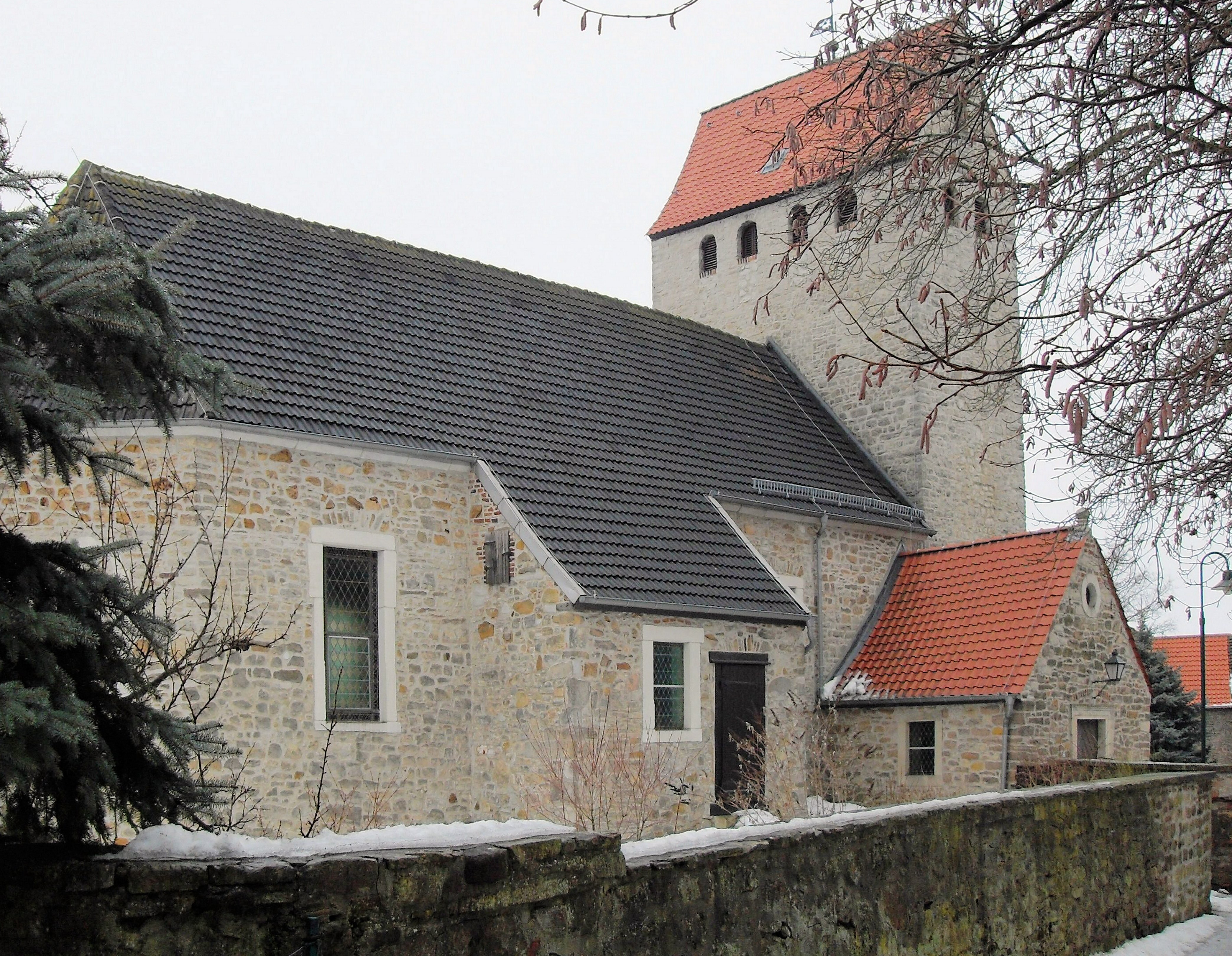
St. Marien-Kirche, Hakenstedt

Hakenstedt telt 594 inwoners.